# La Aldea del Obispo
La Aldea del Obispo és un municipi de la província de Càceres, a la comunitat autònoma d'Extremadura (Espanya).

## Demografia
| 2001 | 2002 | 2003 | 2004 | 2005 | 2006 |
| ---- | ---- | ---- | ---- | ---- | ---- |
| 376  | 353  | 362  | 384  | 375  | 368  |